# Hurricane (песня 30 Seconds to Mars)
«Hurricane» — пятый сингл группы 30 Seconds to Mars из альбома This Is War. Песня была написана солистом группы Джаредом Лето и спродюсирована группой совместно с продюсером Flood и Стивом Лиллуайтом.
Джаред рассказывал, что видео отображает параллельную мрачную жизнь ночного Нью-Йорка, что это — сон, фантазия, тайные и грязные недра нашего мозга. Это такое путешествие в глубины подсознания. Клип разделен на 3 части: 1 — рождение страха, он сталкивается с ним; 2 — жизнь страха, он загоняет его в гроб, но жизнь дала ему шанс-ключик, чтобы побороть себя; и 3 часть — смерть страха, он сталкивается с ним лицом к лицу и побеждает, параллельно история, где любовь помогает преодолеть страхи.

## История написания
Джаред Лето написал «Hurricane (Piano Version)» зимой 2007 года в Берлине. В интервью Джаред сказал:

Я написал «Hurricane» в Берлине зимой 2007 года. Была зима, темнело в 15:30 дня, и это могло быть совсем по-другому. Всё могло быть крайне утешительно или весьма угнетающе. К счастью, тогда было и то, и другое, всего понемногу. Несмотря ни на что, это было вдохновляюще.
Оригинальный текст (англ.)I wrote 'Hurricane' in Berlin in the winter in 2007. It was winter, it was getting dark at like 3:30 in the afternoon, and it could go either way. It could be incredibly comforting or incredibly depressing. Thankfully, it was a little bit of both. It was inspiring nonetheless

## Hurricane 2.0
В мае 2009 года Канье Уэст опубликовал совместное фото с Брэндоном Флауэрсом (фронтменом группы The Killers) и Джаредом Лето и объявил, что он вместе с Джаредом работал над песней под названием «Hurricane». По этому поводу Лето сказал:

… фактически поднял [идею работать с Уэстом] некоторое время назад, но не очень верится, что это произошло на самом деле. […] Он приехал сюда, он был здесь, в студии, и мы сделали некоторые наброски инструментальных партий, он кое-что спел, и мы поняли, что нужно продолжать до победного конца, я приехал на Гавайи с техниками и небольшой командой, и мы прекрасно провели время.
Оригинальный текст (англ.)"...had actually brought up [the idea of working with West] some time ago, but it's pretty unbelievable that it actually happened. [...] He came by here, he was here in the studio, and we did some initial kind of listening, and he did some singing, and we knew we needed to kind of follow up and finish things, so I went over to Hawaii [with] an engineer and a small crew, and we had a great time."

 Это сотрудничество было включено только в раннюю версию «Hurricane», и работа Уэста не была включена в альбом.
Вокальный вклад Уэста в песню был в конечном счете удален из-за юридических вопросов, связанных с правами каждой из звукозаписывающих компаний. Хотя песня не была выпущена в оригинальной версии альбома, Лето сказал, что трек услышат позже. В ранней версии альбома, которая «утекла» в Интернет, была версия «Hurricane» с Канье Уэстом. Было выпущено Deluxe-издание альбома с этой версией песни, названной «Hurricane 2.0».

## Видеоклип
Музыкальное видео на песню «Hurricane» было запрещено MTV и несколькими другими телеканалами в мире. Видео, длительность которого составляет 13 минут и 10 секунд, было срежиссировано Джаредом Лето под псевдонимом Bartholomew Cubbins, премьера клипа состоялась на MTV 29 ноября 2010 года.
Видео было подвергнуто цензуре и запрещено из-за сцен насилия и сексуального содержания. 28 ноября 2010 года Джаред Лето опубликовал на своем сайте письмо от одного из музыкальных телеканалов о цензуре видео. В письме присутствует список нецензурных сцен. Видео все ещё доступно онлайн для зрителей старше 18 лет.

«Я не ожидал подобного исхода, но в этом есть несомненный плюс: люди будут говорить об этом, обсуждать, что важнее — искусство и творчество, или оградить зрителя от просмотра некоторых провокационных сцен».
Джаред Лето о цензуре.
Оригинальный текст (англ.)I didn’t expect all this to happen, but it’s a good thing that it happens, only because of the conversation that it may provoke, about these sort of things, and looking at art and creative expression and weighing that against protecting the viewers from the exhibition of certain behaviors.

## Чарты
| Чарт (2011)                                   | Высшая позиция |
| --------------------------------------------- | -------------- |
| Australia Singles Chart                       | 67             |
| Germany Singles Chart                         | 45             |
| Lebanon Top 20 (The Official Lebanese Top 20) | 15             |
| UK Singles Chart                              | 124            |
| UK Rock Singles                               | 4              |